# Глазко, Валерий Иванович
Вале́рий Ива́нович Глазко́ (30 января 1949, Лениногорск, Казахская ССР — 30 июля 2024) — российский генетик, биотехнолог, молекулярный биолог, доктор сельскохозяйственных наук, профессор (1998), иностранный член РАСХН (2005), РАЕН (2007), РАН (2014), член президиума РАЕН, Нанотехнологического Общества России.
Разработал концепцию генетической компоненты устойчивого развития агроэкобиоценозов, на основании которой и в результате исследования эволюционного-генетических последствий аварии на Чернобыльской АЭС (1986) сформулировал тезис об универсальных популяционно-генетических последствиях экологических катастроф, связанных с элиминацией части генофонда, сдвига генетических структур к типичному для форм, более примитивных (предковых), но более устойчивых к неблагоприятным экологическим факторам.

## Биография
Учился в средней школе № 4 г. Ачинска (Красноярский край), в 1964—1965 годах — в физико-математической школе при Сибирском отделении Академии наук СССР (Новосибирск). В 1972 году окончил факультет естественных наук Новосибирского государственного университета по специальности «генетика».
С 1971 по 1990 годы работал в лаборатории генетических основ селекции животных Института цитологии и генетики Сибирского отделения АН СССР (Новосибирск). Одновременно преподавал в Новосибирском государственном университете.
В 1990 году был переведён в Южное отделение ВАСХНИЛ (с 22.9.1990 — Украинская академия аграрных наук); руководил лабораторией генной инженерии Института разведения и генетики животных, отделением агроэкобиотехнологии (с 1994) и отделением радиоэкологии (2004—2006) в Институте агроэкологии и биотехнологии. Одновременно преподавал в Киевском государственном университете им. Т. Г. Шевченко, в Харьковском зооветеринарном институте, Национальном аграрном университете, в Киево-Могилянской академии. В 1994 году работал в Университете Бангора.
В 2006 году стал заместителем директора по науке в ГНУ ВНИИ риса РАСХН (Краснодар). С 2006 года работал в Российском государственном аграрном университете — МСХА им. К. А. Тимирязева: советник ректора, затем — заведующий Центром нанобиотехнологий.
Умер 30 июля 2024 года в возрасте 75 лет.

### Семья
Отец — Иван Семёнович Глазко, шахтер-стахановец, участник партизанского движения, репрессирован после окончания Великой Отечественной войны; мать — Фаина Карповна Глазко 

## Научная деятельность
В 1979 году защитил кандидатскую диссертацию по специальности «генетика», в 1991 — докторскую по специальностям «генетика» и «селекция и разведение животных».
Основные направления исследований:
- Эволюционная, популяционная и экологическая генетика,
- Генетические основы формообразования и доместикации,
- Биотехнологии, использование ДНК-технологий в генетике домашних и диких видов, а также коэволюции генофондов человека и доместицированных видов[2].

Основные достижения:
- Предложил способ уменьшения числа промежуточных вариантов скрещиваний на основании анализа близости генетических структур, оцениваемых по комплексу молекулярно-генетических маркеров. Способ внедрён при выведении новой кроссбредной породной группы мясошёрстных овец, приспособленных к условиям Западной Сибири, что вдвое сократило время создания породы. Утверждены сибирская, а также закарпатская украинская мясошёрстные породы овец[2].
- Установил, что у доместицированных видов животных выше полиморфизм транспортных белков и ферментов метаболизма экзогенных субстратов, у диких — ферментов внутриклеточного энергетического метаболизма. Аналогичные соотношения выявлены у культурных и близкородственных диких видов растений (в частности, сои)[2].
- Показал универсальность популяционно-генетических изменений в поколениях, испытывающих влияние биотических и абиотических факторов экологического стресса, в сторону внутривидовых более древних, менее специализированных форм[2].
- Определил популяционно-генетические последствия экологических катастроф (на примере аварии на Чернобыльской АЭС)[2]:
  - повышение дозы ионизирующего излучения не индуцирует новые генетические повреждения, а усиливает потенциально имеющиеся, специфичные для отдельных генотипов;
  - в поколениях крупного рогатого скота наблюдается нарушение равновероятной передачи аллельных вариантов по различным типам молекулярно-генетических маркеров (как по структурным генам, так и по фрагментам ДНК, фланкированным различными микросателлитными повторами);
  - хроническое действие низкодозового ионизирующего излучения не приводит к накоплению мутаций у ряда видов в зоне отчуждения ЧАЭС, однако сопровождается отбором против радиочувствительных особей и воспроизводством в поколениях только части исходного генофонда.

Сформулировал концепцию устойчивого развития агроэкобиоценозов. Её основным постулатом является тезис об универсальных популяционно-генетических последствиях экологических катастроф, связанных с элиминацией части генофонда, сдвига генетических структур к типичному для форм, более примитивных (предковых), но более устойчивых к неблагоприятным экологическим факторам. Факторы экологического стресса различной (био- и абиотической) природы приводят к сходной внутрипопуляционной дифференциации, в частности, по таким генетико-биохимическим системам, как локус рецептора эргокальциферола и, следовательно, системы регуляции внутриклеточного метаболизма кальция; а также локус пуриннуклеозидфосфорилазы регулирующей темпы клеточного деления.
В результате анализа динамики внутри и межпопуляционной (породной, сортовой) изменчивости биохимических маркеров структурных генов животных и растений сформулировал гипотезу, постулирующую наличие «субгенома», объединяющего структурные гены, изменчивость которого тесно связана с механизмами формообразования у доместицированных видов.
Член Биотехнологического общества Польши (с 2001). В 2005 году был избран иностранным членом Российской академии сельскохозяйственных наук, в 2007 — академиком Российской академии естественных наук.
До 2006 года был председателем специализированного Учёного совета по защите докторских и кандидатских диссертаций (по специальностям «генетика», «биотехнология», «экология») при Институте агроэкологии и биотехнологии УААН, членом специализированного Учёного совета при Институте клеточной биологии генной инженерии Национальной академии наук Украины. Член редколлегий журналов «Цитология и генетика», «Физиология и биохимия растений», «Animal Science Papers and Reports» (Польская академия наук), «Агроэкологический журнал», «Экологический вестник», «Известия ТСХА» (заместитель главного редактора).
Подготовил 12 кандидатов и 3 докторов наук.
Автор более 700 научных трудов, в том числе 40 монографий, учебников, словарей.
- Белопухов С. Л., Старых С. Э., Глазко В. И., Будажапова М. Ж. Химический словарь : термины и определения по физической, коллоидной и нанохимии. — Москва : Изд-во РГАУ-МСХА, 2013. — 259 с. — 300 экз. — ISBN 978-5-9675-0904-9
- Глазко В. И. Биохимическая генетика овец / Отв. ред. О. К. Баранов. — Новосибирск : Наука, 1985. — 167 с. — 1250 экз.
- Глазко В. И. Генетика изоферментов животных и растений / Под ред. А. А. Созинова. — Киев : Урожай, 1993. — 527 с. — ISBN 5-337-01423-4
- Глазко В. И. Генетика изоферментов сельскохозяйственных животных / Под ред. Н. Н. Щукина. — М.: ВИНИТИ, 1988. — 210 с. — (Общая генетика / ВИНИТИ ; Т. 10). — (Итоги науки и техники : Сер.).
- Глазко В. И. Генетические аспекты применения биотехнологии в животноводстве. — Киев : Б. и., 1991. — 12 с. — 2000 экз.
- Глазко В. И. ДНК-технологии животных / Под ред. А. А. Созинова. — Киев : Б. и., 1997. — 173 с.
- Глазко В. И. Использование генетически-детерминированных вариантов белков крови для характеристики популяций чистопородных и кроссбредных овец : Автореф. дис. … канд. биол. наук. — Новосибирск, 1979. — 16 с.
- Глазко В. И. Использование генетических маркеров для анализа формообразовательного процесса у животных : Автореф. дис. … д-ра с.-х. наук. — Киев, 1991. — 50 c.
- Глазко В. И. Хронология генетики, предшествующих и сопутствующих событий. — М.: Изд-во РГАУ — МСХА, 2011. — 600 с. — 250 экз. — ISBN 978-5-9675-0598-0
- Глазко В. И. Экология XXI века : словарь терминов : справочно-энциклопедическая литература : [ДНК-технологии и биоинформатика. Селекция. Общая и прикладная генетика. Общая и молекулярная биология]. — М.: Курс Инфра-М, 2016. — 991 с. — ISBN 978-5-905554-92-6. — ISBN 978-5-16-011505-4
- Глазко В. И., Белопухов С. Л. Нанотехнологии и наноматериалы в сельском хозяйстве. — М.: Изд-во РГАУ — МСХА, 2008. — 227 с. — 500 экз. — ISBN 978-5-9675-0269-9
- Глазко В. И., Глазко Г. В. Толковый словарь терминов по общей и молекулярной биологии, общей и прикладной генетике, селекции, ДНК-технологии и биоинформатике : в 2 т. — М.: Академкнига: Медкнига, 2008.
  - Т. 1 : А-О. — 2008. — 671 с. — ISBN 978-5-94628-255-0. — 2000 экз. — ISBN 978-5-94628-269-7
  - Т. 2 : П-Я. — 2008. — 530 с. — ISBN 978-5-94628-270-3. — 2000 экз. — ISBN 978-5-9784-0006-9
- Глазко В. И., Дунин И. М., Глазко Г. В., Калашникова Л. А. Введение в ДНК-технологии. — М : Росинформагротех, 2001. — 434 с. — 1000 экз. — ISBN 5-7367-0290-8
- Глазко В. И., Иванов Д. И. Словарь-справочник по сельскохозяйственной экологии. — СПб.: Гос. НИИ озерного и речного рыбного хозяйства, 2006. — 366+2 с. — 1000 экз. — ISBN 5-7199-0305-4
- Глазко В. И., Косовский Г. Ю., Глазко Т. Т. Введение в геномную селекцию животных. — М.: Приятная Компания, 2012. — 257 с. — 200 экз. — ISBN 978-5-9903300-3-0
- Глазко В. И., Чешко В. Ф. Август-48, Уроки прошлого : (научное киллерство, к истории советской генетики, к феномену распада СССР). — М.: Изд-во РГАУ-МСХА, 2009. — 440 с. — 100 экз. — ISBN 978-5-9675-0337-5
  - Август-48: Феномен «пролетарской науки» : (научное киллерство, к истории советской генетики, к феномену распада СССР). — М.: НЕФТиГАЗ, 2013. — 380 с. — 250 экз. — ISBN 978-5-905851-12-4
- Глазко В. И., Юлдашбаев Ю. А., Кушнир А. В. и др. Традиционная и метаболомическая селекция овец. — М.: Курс Инфра-М, 2014. — 558 с. — ISBN 978-5-905554-74-2. — 500 экз. — ISBN 978-5-16-010218-4
- Глазко Т. Т., Архипов Н. П., Глазко В. И. Популяционно-генетические последствия экологических катастроф на примере Чернобыльской аварии. — М.: ФГОУ ВПО РГАУ — МСХА им. К. А. Тимирязева, 2008. — 555+16 с. — 500 экз. — ISBN 978-5-9675-0218-7.
- Калашникова Л. А., Дунин И. М., Глазко В. И. Селекция XXI века: использование ДНК-технологий. — Лесные Поляны (Моск. обл.) : Изд-во ВНИИплем, 2000. — 31 с. — 200 экз. — ISBN 5-87958-129-2
- Харченко П. Н., Глазко В. И. ДНК-технологии в развитии агробиологии / Под ред. Б. Ф. Ванюшина. — М.: Воскресенье, 2006. — 473 с. — 1000 экз. — ISBN 5-88528-519-5

## Награды и премии
- премия «За выдающиеся достижения в аграрной науке» Украинской академии аграрных наук (1995)[2]
- премия им. В. Я. Юрьева Национальной академии наук Украины (1998)[2]
- почётная грамота министерства сельского хозяйства Российской Федерации (2009)
- памятная серебряная медаль им. Н. И. Вавилова (РАЕН, 2010)
- почётная серебряная медаль им. И. А. Бунина (2011)
- Премия Правительства Российской Федерации в области образования (2012).